# هنتر هارت
هنتر هارت (بالإنجليزية: Hunter Hart)‏ (11 مارس 1897 - 1 يناير 2000) هو مدرب كرة قدم ولاعب كرة قدم بريطاني (وحمل سابقاً جنسية المملكة المتحدة لبريطانيا العظمى وأيرلندا) في مركز نصف الجناح. لعب مع نادي إيفرتون.

## وصلات خارجية
- هنتر هارت على موقع قاعدة بيانات كرة القدم.إي يو (الإنجليزية)